# Yes, güi can
Yes, Güi Can es el programa de televisión de chascarros y cámaras indiscretas de la cadena chilena UCV Televisión. El programa es parecido a Sin Vergüenza, Video Loco, Luz Cámara y Ud., Pa' la Risa, Solo Para Reír. con cámaras indiscretas nunca vistas en Chile y los mejores gags. Conducido por  Javier Olivares, Claudio Moreno y Bárbara Meza.

## Cámaras indiscretas
1. -Leonardo Farkas en Valparaíso (música de fondo de Herb Albert de Spanish Flea)

## Retransmisión
Emitido en marzo de 2009 en las tardes de lunes a viernes a las 17:00 y el otro a las 0:00 de la medianoche, en abril de 2008 Yes Gui Can desde las 6:00 de la mañana después de UCV TV Noticias Edición Matinal. como afines del año pasado es antecesor de Yes, Güi Can es ¿Por qué no te Ríes?. de la parodia de Pipiripao como Muerete de la Risa.